# Spudaeus creedensis
Spudaeus creedensis är en stekelart som först beskrevs av Cockerell 1941.  Spudaeus creedensis ingår i släktet Spudaeus och familjen brokparasitsteklar. Inga underarter finns listade i Catalogue of Life.